# Horní Lažany (Lesonice)
Horní Lažany jsou vesnice, místní část obce Lesonic. Rozkládají se asi 13,5 km na jihozápad od Třebíče a asi 5,5 km severně od Moravských Budějovic. První písemná zmínka o nich pochází z roku 1750. Ve vesnici žije 25 obyvatel.

## Geografická charakteristika
Vesnice Horní Lažany leží ve východní polovině svého katastrálního území při silnici č. III/36078 od Dolních Lažan, která se severně od Horních Lažan spojuje se silnicí č. III/36071 ve směru do Lesonic, resp. Šebkovic. Dobrou polovinu plochy katastrální výměry Horních Lažan zaujímá les.
Na severu a západě sousedí katastrální území Horních Lažan s Lesonicemi a na západě s Dolními Lažany. Směrem na jih je Jakubov u Moravských Budějovic. Nejvyššího bodu dosahuje katastrální území Horních Lažan na samém jihu – 546 m n. m., nejníže položená místa nedosahují ani 520 m n. m.

## Historie
Území Horních Lažan bývalo pravděpodobně součástí svobodného vícenického dvora, jehož součástí byly i blízké lesy pod Brdy až k svatému Vítu. Tento dvůr počátkem 18. století náležel švagrovi jaroměřického děkana Dubravia – Aichlovi, pak byl ve vlastnictví brněnského lékaře a fyzika Karla Adolfa z Todtenfeldu. Dvůr roku 1747 koupila v dražbě Karolina Kuefsteinová; do zemských desk jí byly tyto koupené nemovitosti vloženy až po její smrti roku 1750. Po ní jako po své dceři dvůr zdědil Jan Adam Qustenberk. V hornolažanských lesích získalo jaroměřické panství postrádané lesní hospodářství většího rozsahu. Sama osada Horní Lažany vznikla v polovině 18. století, když zde byly vybudovány domky pro deputátníky zaměstnané v tamějším dvoře.
Horní Lažany byly k Lesonicím připojeny roku 1956, předtím bývaly součástí Dolních Lažan.
| Rok            | 1869 | 1880 | 1890 | 1900 | 1910 | 1921 | 1930 | 1950 | 1961 | 1970 | 1980 | 1991 | 2001 |
| -------------- | ---- | ---- | ---- | ---- | ---- | ---- | ---- | ---- | ---- | ---- | ---- | ---- | ---- |
| Počet obyvatel | 65   | 67   | 52   | 66   | 49   | 60   | 58   | 40   | 45   | 63   | 39   | 26   | 26   |